# Sissy (genre)
Pour les articles homonymes, voir Sissy (homonymie).
Sissy est un terme anglophone désignant un garçon ou un homme efféminé et/ou homosexuel. Le plus souvent péjoratif, il est aussi parfois assumé par les personnes qu'il désigne, dans un processus de réappropriation de l'insulte. Si les équivalents français de tante ou tapette existent, la différence culturelle entre les contextes francophones et anglophones ne permet pas un recouvrement total des terminologies.

## Origine du terme
Une première occurrence du terme sissy, dans son sens originel de « sœur », apparait dans les années 1840-1850 aux États-Unis. Il acquiert pour la première fois une connotation péjorative autour de 1885-1890. Le verbe sissify apparait quelques années plus tard, vers 1900-1905. À titre de comparaison, l'équivalent masculin tomboy apparait pour la première fois dans les années 1545-55.
Dans les années 1930, il n'y a, selon le joueur de football américain Michael Oriard (en), « pas plus accablante insulte que d'être traité de sissy » et le mot est largement utilisé par les entraineurs et les journalistes sportifs pour dénigrer les équipes rivales et encourager un comportement féroce de la part des joueurs. L'utilisation du mot sissy est « omniprésente » parmi la jeunesse américaine des années 1930 ; le terme est utilisé pour inciter les garçons à rejoindre des gangs, rabaisser les garçons qui ont violé les normes du groupe, pousser à se conformer à une forme de masculinité stricte, et justifier la violence (y compris la violence sexuelle) contre les jeunes et les plus faibles des enfants. Les bons élèves sont alors insultés de sissy et les styles de vêtements associés aux classes sociales plus élevées sont qualifiés de sissified.
La variante orthographique cissy est attestée en anglais britannique, au moins avant le milieu des années 1970.

## Sémantique

### Sens péjoratif
Sissy est utilisé pour qualifier péjorativement tout garçon ou tout homme qui n'est pas conforme aux « normes » des stéréotypes du genre masculin. Le terme peut alors impliquer par analogie un manque de courage, de force, d'athlétisme, de testostérone, voire de libido, qui sont traditionnellement associés à la masculinité hégémonique occidentale. Il peut également désigner tout homme portant un intérêt à une activité perçue comme féminine.
Si le terme sissy peut-être considéré comme l'équivalent du terme tomboy (une fille ou une femme avec des traits ou des intérêts masculins), il porte des connotations plus fortement négatives. Une recherche publiée en 2015 suggère que ces termes n'ont pas la même portée : sissy est presque toujours péjoratif et transmet une plus grande gravité, tandis que tomboy génère rarement autant d'inquiétude, quoiqu'il incite également à se conformer à un rôle de genre normatif. Ces termes sont une forme de contrôle social et se basent souvent sur un lien infondé entre non-conformité de genre et homosexualité.
Depuis 2015, le terme sissy est identifié comme « sexiste » dans les institutions scolaires du Royaume-Uni où est considéré comme « tout aussi inacceptables [que] les propos racistes et homophobes de la langue ».
Donné aux filles, sissy (ou sis) correspond par ailleurs à un surnom formé à partir de sister (sœur). Au sein d'une famille, il désigne le plus souvent la plus âgée des filles de la fratrie. Entre amis, il s'agit également d'un terme affectueux.[réf. nécessaire]

### Réappropriation
À la fin des années 1980, certains hommes commencent à revendiquer le terme de sissy dans un processus de retournement du stigmate, processus qui s'observe également en contexte francophone vis-à-vis du terme pédé. À partir de 2009, l'émission RuPaul's Drag Race popularise l'expression « sissy that walk » (litt. : « féminise cette démarche ») auprès des publics queers étasunien et international.

### Dans les études queer
Dans son ouvrage The « Sissy Boy Syndrome » and the Development of Homosexuality de 1987, le sexologue Richard Green compare deux groupes de garçons qu'il a étudiés sur une période de 15 ans : l'un est composé de garçons « conventionnellement masculins » et constitue son groupe témoin ; l'autre comprend des « garçons féminins » (selon Green) ou des « sissies » (selon les autres enfants), qui jouent à la poupée et adoptent des comportements associés aux filles. Durant leur enfance, Green analyse des caractéristiques telles que l'intérêt pour le sport, les préférences en matière de jouets dans la salle de jeux, les fantasmes de jeu à la poupée, le comportement physique (« agir comme une fille » par opposition au jeu brutal), le travestissement et le comportement psychologique, en utilisant des tests, des questionnaires, des entretiens et des suivis. Il étudie également l'influence des relations parentales et les réactions vis-à-vis des comportements atypiques. Des suivis ultérieurs montrent que, finalement, 3⁄4 des garçons féminins ou « sissy » analysés deviennent des hommes gays ou bisexuels, contre un seul garçon du groupe témoin. L'analyse de la question de la nature et de l'éducation n'a pas été concluante.
Plus récemment, la sissyphobie (discrimination à l'égard des hommes efféminés) a fait l'objet d'études dans le champs des études queer contemporaines. À ce terme, d'autres auteurs et autrices préfèrent ceux d'efféminiphobie, fémiphobie, femmephobie, ou effemimania,.
Pour le chercheur en psychologie Gregory M. Herek (en), la sissyphobie se pose comme la combinaison de la misogynie et de l'homophobie. Le spécialiste de la communication Shinsuke Eguchi déclare à ce titre en 2011 :

« Le discours de l'hétérosexualité produit et reproduit l'antiféminité et l'homophobie (Clarkson, 2006). Par exemple, les hommes gays féminins sont souvent qualifiés de « fem », « bitchy », « pissy », « sissy » ou « queen » (ex : Christian, 2005 ; Clarkson, 2006 ; Payne, 2007). Ils sont perçus comme s'ils se comportaient comme des « femmes », ce qui incite les hommes gays qui performent la masculinité hétéronormative à adopter des attitudes négatives à l'égard des hommes gays efféminés (Clarkson, 2006 ; Payne, 2007 ; Ward, 2000). C'est ce qu'on appelle la sissyphobie (Bergling, 2001). Kimmel (1996) soutient que « la masculinité a été (historiquement) définie comme la fuite des femmes et la répudiation de la féminité » (p. 123). Ainsi, la sissyphobie joue le rôle de stratégie de communication pour les hommes gays hétérosexuels afin de justifier et de renforcer leur masculinité. (p. 38). »

Il ajoute : « Je me demande comment la « sissyphobie » joue un rôle particulier dans la dynamique des processus de violence domestique dans le modèle d'accouplement hétérosexuel et efféminé de l'homme du même sexe ». (p. 53).

### Dans les sous-cultures sexuelles
Dans la pratique du BDSM, il existe deux types de « sissyfication » : la féminisation forcée (pour humilier le soumis en lui faisant utiliser des codes féminins, ce qui est vu par la société patriarcale comme dégradant pour un homme) et la féminisation non forcée (le soumis souhaite découvrir ses plaisirs et s'émanciper des codes dictés par la société). Dans les deux cas, la pratique consiste principalement à porter des vêtements et sous-vêtements vus comme féminins, souvent accompagnés de perruque et maquillage.
Dans l'infantilisme paraphilique, un « sissy baby » est un homme qui aime à jouer le rôle d'une petite fille.